# ヨゼフォフ
ヨゼフォフ (Josefov) は、チェコ共和国の首都プラハの行政区域の一つ。
かつてユダヤ人のゲットーだった場所として知られ、神聖ローマ皇帝・ボヘミア王ヨーゼフ2世の名前に因んで18世紀末以降「ヨゼフォフ」と呼ばれるようになった。

## 歴史

### ユダヤ人居住区の誕生
プラハにユダヤ人の存在が記録上はじめて確認されるのは960年代である。以降ユダヤ人商人がプラハに集まってきたことで10世紀末にはプラハにユダヤ人居住区が形成された。ユダヤ人居住区は第1回十字軍による破壊や大火による焼失を経て4度場所が変わった後、12世紀後半ころには今日「ヨゼフォフ」と呼ばれているヴルタヴァ川右岸の旧市街市場近くの地域に形成されることとなった。以降プラハのユダヤ人は近代までここで固まって暮らした。13世紀のヴァーツラフ1世の時代に分散的になっていたユダヤ人居住区が1つの街にまとめられていき、「ユダヤ人通り」 (Platea Judaeorum) と呼ばれる地域となった。さらに17世紀からは「プラハのゲットー」と呼ばれるようになった。そして18世紀末以降に「ヨゼフォフ」と呼ばれるようになった。

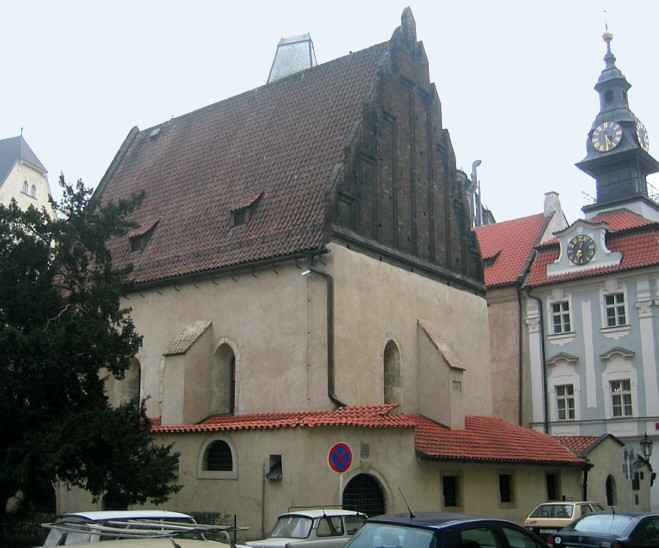
旧新シナゴーグ。

1270年頃には「旧新シナゴーグ」が建設された。このシナゴーグは孤立して建てられていたため、ゲットーでしばしば発生した火災にも巻き込まれず、今日まで現存している。「旧新」と呼ばれているのはこのシナゴーグが13世紀に建てられた部分と16世紀に建てられた部分の2つから成っているためである。旧新シナゴーグは現存するヨーロッパの最古のシナゴーグと言われている。この旧新シナゴーグにはラビ・レーヴのゴーレム伝説が残る。ラビが呪文を唱えると泥人形に魂が吹き込まれてゴーレムとなり、虐げられるユダヤ人を守るために夜な夜なプラハの街で暴れまわる。使命を終えたゴーレムは泥人形に戻り、今も旧新シナゴーグの屋根裏部屋で眠っているというものである。

### ユダヤ人法
はじめプラハのユダヤ人は居住の自由や商業活動の自由が認められていたが、1215年の第4ラテラン公会議の影響により厳しい制限が課せられるようになり、プラハのユダヤ人はユダヤ人通り以外で暮らすことはできなくなった。ボヘミア王オタカル2世は1254年に「ユダヤ人法」 (Statuta Judaeorum) を制定した。これによりプラハのユダヤ人はキリスト教徒との接触を制限される一方、ユダヤ人共同体には行政権や裁判権などでかなりの自治権が認められた。ユダヤ教の信仰は保証され、金融業も許可された。またユダヤ人は「王庫の従属民」たる地位を確立し、国王から保護を受けた。ユダヤ人やその財産への攻撃は国王に対する攻撃と見なされ、厳重に罰せられた。こうした保護の見返りとしてプラハのユダヤ人共同体はボヘミア王にユダヤ人税を支払い、また王の求めに応じて融資を行う義務を負った。
このユダヤ人法は後継のボヘミア王たちにも原則として承認され続け（ただし国王の交代ごとにユダヤ人は莫大な献金を行って保護の更新を求めねばならなかった）、18世紀にいたるまでボヘミアのユダヤ人に関する法律の基礎となった。しかしそれでも実際にはプラハのユダヤ人はたびたび迫害を受けた。

### 1389年のユダヤ人虐殺
1348年から1349年にかけてヨーロッパは人口の三分の一が死亡する史上最大規模の黒死病に襲われた。黒死病の原因はユダヤ人に求められ、ヨーロッパに激しい反ユダヤ主義が吹き荒れた。しかし東ヨーロッパでは比較的黒死病の伝染が少なかった事もあり、反ユダヤ主義はさほど強くならなかった。プラハも同様であった。そのためこの頃迫害を逃れたいユダヤ人が続々とプラハに移住した。このためにプラハでも反ユダヤ主義が強まり、1389年4月18日、プラハ司祭たちの扇動により群衆がユダヤ人通りを襲撃した。虐殺と略奪と放火を受け、3000人以上のユダヤ人が殺害されることとなった。これはナチス統治下以前に起こったプラハ・ユダヤ人の虐殺の中では最大規模の虐殺である。
この虐殺の生き残りにラビで医者・詩人のアヴィグドル・カロがいる。彼はこの体験をもとに悲歌『赦し』 (Selicha) を書いた。

### フェルディナントのユダヤ人追放
フェルディナントの治世ではユダヤ人の追放と呼び戻しが繰り返された。
1541年6月のプラハの大火の犯人として数人のユダヤ人が逮捕され、拷問の末に自白させられた。これが直接の原因となり、1541年にフェルディナントはプラハはじめボヘミア全土においてユダヤ人追放令を出した。追放令は二度の延期の後、1543年に実施された。しかしその後シュマルカルデン戦争が勃発し、ユダヤ人の資金力が必要となったため、フェルディナントはユダヤ人の居住を再び許可した。ところが1557年に再び追放令を出し、さらに1563年にそれが取り消された。
フェルディナントは財政基盤が脆弱であるため、経済的にはユダヤ人を常に必要としていたが、同時に彼は戦闘的カトリックだったので宗教的にはユダヤ人を激しく憎悪していた。このためユダヤ人の追放と呼び戻しが繰り返されたのであった。

### ユダヤ人繁栄期
フェルディナント崩御後、神聖ローマ皇帝・ボヘミア王はマクシミリアン2世、ルドルフ2世、マティアスとユダヤ人に好意的な人物が続き、ユダヤ人はプラハで栄えるようになった。特にルドルフ2世はユダヤ人好きで知られ、ユダヤ人差別を固く禁じ、商取引の自由を完全に認めた。このためルドルフ2世の治世下の16世紀から17世紀にかけてプラハのユダヤ人街は経済的にも文化的にも大きく発展し、ヨーロッパで最大規模のゲットーとなった。ユダヤ人人口も数倍となった。17世紀に入ったばかりの頃にはプラハのユダヤ人の人口は3000人に達していたという。
タルムード学校やヘブライ語印刷所が精力的に活動し、16世紀末から17世紀初頭にかけてはボヘミアのヘブライ文学が黄金期を迎えた。

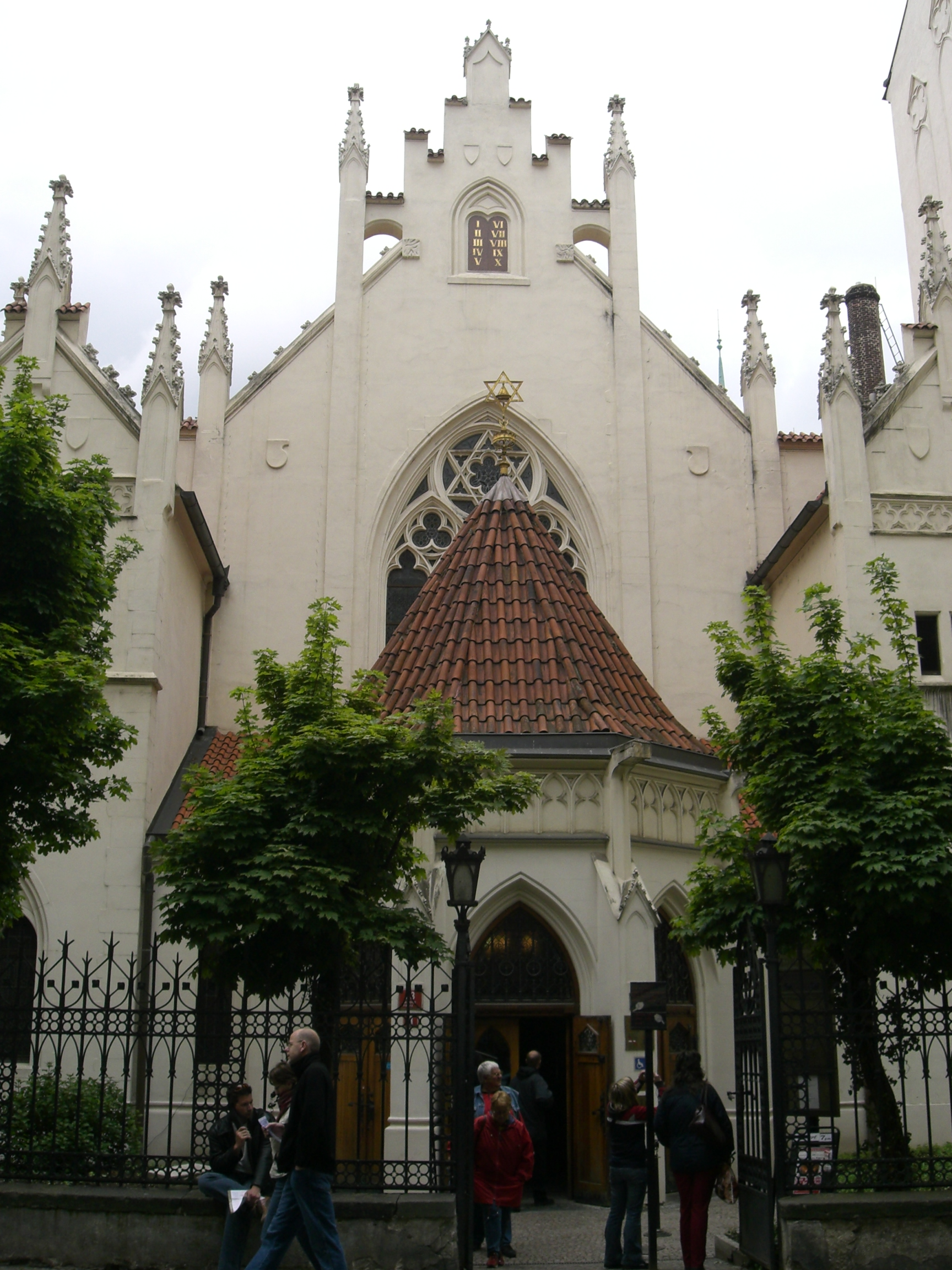
モルデハイ・マイゼルが建設したマイゼル・シナゴーグ。17世紀に火災で焼失しており、現在の物は再建された物であるが、当時よりも小規模であるという。

ルドルフ2世はプラハのユダヤ人商人モルデハイ・マイゼル(cs)を最初の「宮廷ユダヤ人」に迎え、彼にさまざまな商業上の特権を与えた。しかし自分の死後には財産は没収されるであろうと読んでいたマイゼルは、儲けた金を貯め込むのではなく、ユダヤ人同胞たちのために使った。プラハのゲットーに病院や学校、貧救院を作り、道を舗装し、ユダヤ人墓地を寄進した。16世紀末にはマイゼル・シナゴーグ(cs)を建設した。このシナゴーグは20世紀初頭に建て直されて今日まで存続している。またマイゼルはプラハ以外のユダヤ人のためにもユダヤ人基金を創設して巨額の寄付をしていた。この時代の人間でこれほどに慈善活動を行った者はマイゼルを除いて他にいないといわれる。
ユダヤ人とハプスブルク家の蜜月関係は続いた。1618年に三十年戦争が起こり、開戦直後にハプスブルク家は崩壊寸前になったが、プラハのユダヤ人商人ヤコブ・バッセヴィの資金調達のおかげでハプスブルク家は権力を失わずにすんだ。そのため1620年にカトリック皇帝軍がプラハを取り戻した時、ゲットーだけは皇帝軍の略奪を免れた。1648年にプロテスタントのスウェーデン軍がプラハに進軍してきた時もユダヤ人たちはプラハの防衛に努めた。この時の功績が認められて同年ユダヤ人地区集会場に大きな時計塔を付けることが許可された。
バッセヴィは1622年に王国のユダヤ人として初めて爵位を与えられ、プラハのゲットーでは「ユーデンフュルスト（ユダヤ侯爵）」と呼ばれた。彼もマイゼルと同様にプラハ、およびヨーロッパ各地のユダヤ人に対して慈善事業を行った。

### ユダヤ人増加とユダヤ人迫害の再開
三十年戦争後、コサックの首領（ヘーチマン）ボフダン・フメリニツキーによるユダヤ人大虐殺から逃れてきた東欧のユダヤ人難民が大量にプラハに押し寄せてきた。1663年にはオスマン帝国との戦争でハンガリーとポーランドから逃れてきたユダヤ人難民も押し寄せてきた。さらに1669年にはレオポルトによりウィーンを追放されたユダヤ人たちがプラハへ逃れてきた。こうしてプラハのユダヤ人人口は17世紀末には1万1500人に達した。当時世界最大規模のユダヤ人共同体であったとみられる。
しかしこのためにプラハで反ユダヤ主義が強まり、ユダヤ人迫害政策が再開されることとなった。1650年には1618年以前から住んでいた場所以外にユダヤ人が住むことは禁止され、そうした地域に住んでいるユダヤ人は立ち退かされた。1726年にはカール6世により「移住令」が発令され、ユダヤ人隔離が徹底された。また同年「相続法」が発令され、ユダヤ人は家父長のみが妻帯を許されると定められた。これにより家父長ではないユダヤ人男性は国外でなければ結婚できなくなった。ユダヤ人の家庭生活は大きく歪められ、ゲットー内に私生児が増加し、こうした子供らはゲットー内で一種の賤民のようになってしまった。しかもこの法令は長く効力を発揮し、19世紀半ばまで廃止されなかった。
大の反ユダヤ主義者である女帝マリア・テレジアのユダヤ人政策は苛烈を極めた。彼女の勅令により1745年3月末までにユダヤ人はプラハから出て行かなければならなくなった。しかしユダヤ人がプラハから出て行ったことで経済が急速に悪化したため、3年後にはマリア・テレジアは10年間の期限付きでプラハにユダヤ人が暮らすことを認めざるを得なくなった。これにより6000人のユダヤ人が戻ってきたが、それ以外のユダヤ人はそのまま外国で暮らした。マリア・テレジアは戻ってきたユダヤ人に「寛容税」と称する莫大な税を課した。プラハのゲットーはユダヤ人が追放されていた間に荒廃し、「寛容税」のせいで再建もままならなかった。しかも1754年にプラハのゲットーで大火があり、多くの家屋が焼失し、火事場泥棒のプラハ市民によって激しい略奪を受けた。

### 同化政策と迫害の縮小
マリア・テレジアの息子ヨーゼフ2世は、単一的な制度と国民を持つ中央集権の近代国家を目指す啓蒙専制君主であった。そのため彼は、ユダヤ人と他の民の同質化を図る傾向があった。
ヨーゼフ2世は、ボヘミアとモラヴィアのユダヤ人に対して、黄色いバッジの着用義務や大学入学の禁止や商業の制限などを廃した。さらに18世紀以降半にはゲットーを取り囲んでいた壁を取り壊させ、ゲットーをプラハの一地区に組み込んだ。一方で公文書にヘブライ語やイディッシュ語の使用を禁止し、ラビの司法権を廃するなどゲットーの自治権を大きく制限し、ユダヤ人にも兵役を課すなどした。こうしてゲットーは1848年革命まで単なる宗教的な自治体と化した。
ヨーゼフ2世のこうした改革や彼のゲットー訪問を記念して、18世紀末以降にゲットーは「ヨゼフォフ」と呼ばれるようになった。しかしヨーゼフ2世もその後のフランツ2世も、ユダヤ人を完全に同化させるのには躊躇していた。「寛容税」も「相続法」もゲットー居住義務も解除されなかった。

### 立憲主義の確立によりゲットーが廃される
1848年革命によってプラハ・ユダヤ人の状況は大きく変わった。1848年の最初のオーストリア憲法の制定によりユダヤ人は居住と移動の自由を得た。ゲットーはこの憲法を以って正式に廃止された。「相続法」や「寛容税」なども廃止された。住居や土地の購入もできるようになった。さらに1867年のオーストリア＝ハンガリー帝国憲法の制定を以ってユダヤ人に選挙権や被選挙権など政治的権利もすべて与えられ、完全なる市民権が認められたのであった。

### ゲットー解体後のヨゼフォフ

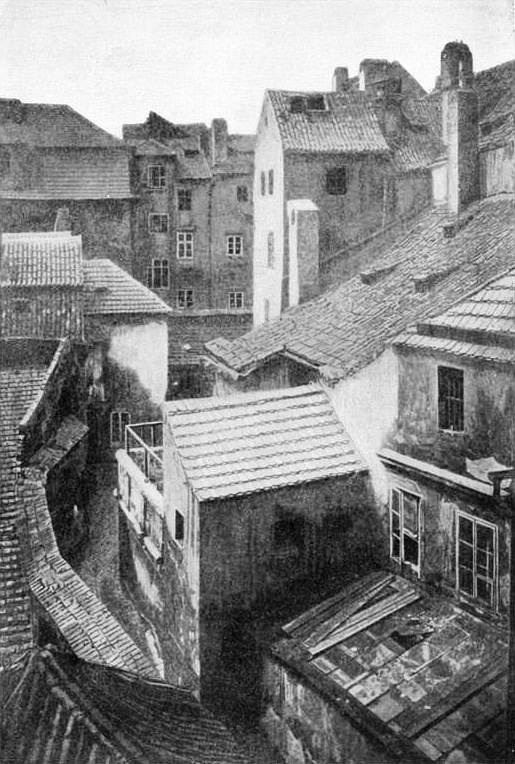
再開発期に撮影されたヨゼフォフの写真

1851年にヨゼフォフはプラハ五区の一つとなった。裕福なユダヤ人たちは次々とヨゼフォフを出て行くようになり、代わりに非ユダヤ人の下層民が続々とヨゼフォフにやってくるようになり、ヨゼフォフは貧民窟と化した。
1893年には、あまりにも不衛生になったヨゼフォフを衛生化するための法律が公布され、1896年から1917年にかけてヨゼフォフの再開発が開始された。歴史的建造物の保存を訴える声が上がっていたが、多くは取り壊されてしまった。ユダヤ人市庁舎と6つのシナゴーグと旧ユダヤ人墓地だけが取り壊しを免れた。この再開発でヨゼフォフ地区にはアール・ヌーヴォー建築、新古典主義建築、キュービズム建築の建物が次々と建設された。ヨセフォフの真ん中を貫く広い通りが作られ、その両側には当時パリで流行っていたアール・ヌーヴォー建築の建物が並べられた。そのためこの通りはパリ通りと名付けられた。
20世紀文学においてプラハ・ユダヤ人はフランツ・カフカ、フランツ・ヴェルフェルなどの著名な作家を輩出した。
1918年に第一次世界大戦でのオーストリア・ハンガリー帝国の敗戦により、プラハはオーストリアから独立したチェコスロバキア共和国の首都となった。1939年のチェコスロバキア併合でプラハは一時期ナチス・ドイツに併合されたが、戦後にソ連衛星国として再度発足したチェコスロバキア共和国の首都となる。ビロード革命での共産党独裁体制の崩壊を経て、1993年には「ビロード離婚」によってチェコとスロバキアが分離し、プラハはチェコ共和国の首都となり、今日に至る。
ナチス・ドイツ期にはプラハをはじめチェコスロバキア全土でユダヤ人狩りが行われた。プラハのユダヤ人たちはテレージエンシュタット・ゲットーへ送られ、更にその後アウシュヴィッツ＝ビルケナウ強制収容所へ送られ、多くは殺害された。プラハ・ユダヤ人5万5000人のうち3分の2がナチス強制収容所において死亡している。

## 観光

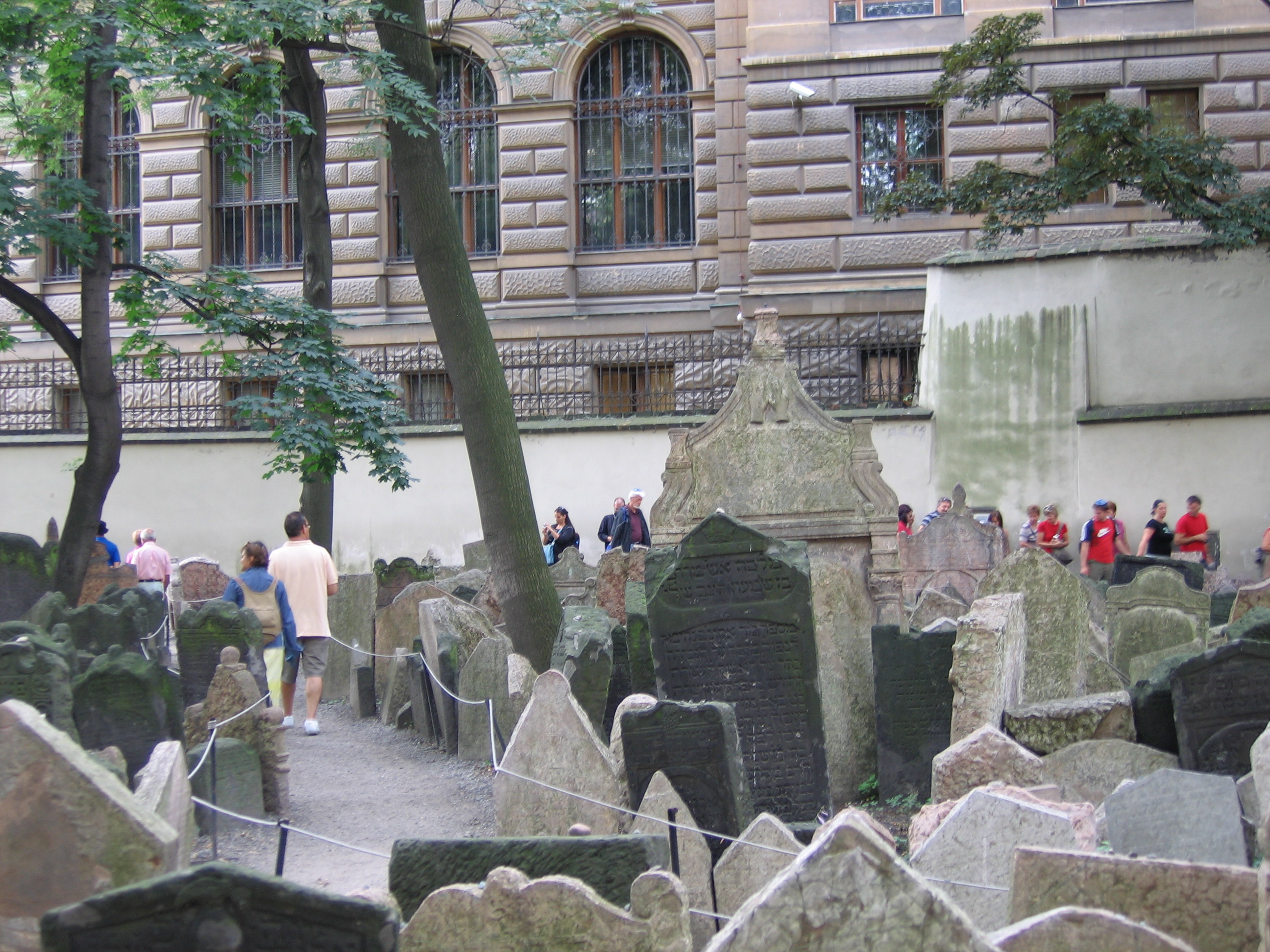
旧ユダヤ人墓地

現在のプラハ・ヨゼフォフ地区に残されているユダヤ人ゲットー時代の物としては、ユダヤ人市庁舎と6つのシナゴーグと旧ユダヤ人墓地がある。
6つのシナゴーグのうち、今日でもシナゴーグとして機能しているのは旧新シナゴーグのみである。それ以外のシナゴーグは博物館として公開されている（高等シナゴーグ (cs) のみ見学不可）。旧ユダヤ人墓地は15世紀に創設されたものでピンカス・シナゴーグ (cs) の出口の先に広がっている。現存する墓石は1万2000個に及ぶ。共産主義時代には、この地域は、観光客も少なく閑散としていた。特に、シナゴーグは、共産主義時代には、観光客には公開されていなかったが、民主化後、これらのシナゴーグの展示場や旧ユダヤ人墓地がまとめて「プラハ・ユダヤ人博物館」となっている。
マイゼロヴァ通りの角には作家フランツ・カフカの生家がある。現在はカフカのミニ博物館になっている。ヨゼフォフの外にあたるが、ヨゼフォフのヴルタヴァ川対岸にはフランツ・カフカ博物館がある。カフカはヨゼフォフが輩出した最大の著名人であり、ヨゼフォフにはカフカの名を冠したカフェやカフカの銅像もある。